# Академия военного искусства
Академия военного искусства (пол. Akademia Sztuki Wojennej, ASzWoj) — польское высшее военно-учебное заведение в районе Варшавы Рембертув, Польша. Преемница Высшей военной школы (1919—1946), Академии Генерального штаба (1947—1990) и Академии Национальной обороны (1990—2016). В настоящее время является крупнейшим не техническим высшим учебным заведением Польши, готовящим специалистов для Вооруженных сил, государственных учреждений и частного сектора. Кроме подготовки кадров, является научно-исследовательским центром.

## История

### Высшая военная школа (1919—1946)
Первым высшим военным учебным заведением в армии Польской республики стала созданная в июне 1919 Военная школа Генерального штаба (польск. Wojenna Szkoła Sztabu Generalnego).
Начальником школы был назначен генерал-поручик Станислав Пухальский. Преподавателей для школы предоставила Французская военная миссия. В 1919 году обучение в школе на пятимесячных курсах прошли 65 офицеров. В 1920 году деятельность школы была прервана из-за советско-польской войны. Обучение возобновилось в январе 1921 года. Осенью 1921 года обучение в школе продлили до двух лет.
Летом 1922 года Военная школа Генерального штаба была переименована в Высшую военную школу (польск. Wyższa Szkoła Wojenna, W.S.Woj.). Целю школы являлась профессиональная теоретическая и практическая подготовка офицеров Генерального штаба. Вначале своей деятельности школа обучала и повышала профессиональное образование в основном штабных офицеров и старших офицеров (капитан-ротмистр). В последующие годы среди слушателей увеличилось количество младших офицеров (поручиков), которым по окончании школы присваивали воинское звание капитана (ротмистра). Остальные офицеры, окончившие школу, могли претендовать на очередное воинское звание на год раньше, чем при обычной выслуге в соответствующем звании.
В школу принимались также слушатели из армий других стран. Обычный курс обучения длился два года. Изначально учебный план был составлен по французскому образцу, большое влияние на обучение оказывали офицеры Французской военной миссии.
Школа осуществляла также профессиональную подготовку на курсах повышения квалификации и специализированных курсах.
С марта 1923 года школа размещалась в Варшаве в здании бывших артиллерийских казарм русской царской армии (ul. Koszykowej 79). После Второй мировой войны здание передано Варшавскому политехническому университету и в настоящее время в нём размещается Бизнес-школа и часть транспортного факультета университета.
До 1939 года школу окончило более тысячи выпускников, а в 1941—1946 годах в Великобритании (школа размещалась в городке Эддлстон в Шотландии) было обучено 296 слушателей.

### Академия Генерального штаба (1947—1990)
7 июля 1947 года министр национальной обороны ПНР Михал Роля-Жимерский издал приказ № 0184/Org об организации Академии Генеральной штаба (польск. Akademia Sztabu Generalnego). В сентябре 1947 года были приняты первые кандидаты на обучение.
22 октября 1947 года Совет Министров ПНР своим декретом, санкционировал создание Академии Генерального штаба в качестве государственной академической школы. Академия была подчинена непосредственно начальнику Генерального штаба Войска Польского.
Торжественное открытие Академии состоялось 12 декабря 1947 года, впоследствии день 12 декабря отмечался как праздник Академии.
3 апреля 1948 года Совет Министров ПНР присвоил Академии имя генерала брони Кароля Сверчевского.
Основной задачей Академии было развитие теории военного искусства в соответствии с потребностями Вооруженных сил, а также принципами эффективной обороны государства. Академия готовила офицеров с высшим образованием на командные и штабные должности.
В 1948 году в структуре Академии были созданы кафедры: общей тактики и штабной службы, бронетехники, артиллерии, инженерно-сапёрная, тыловой тактики, военной истории, а также общественно-политических наук. В 1950 году дополнительно созданы кафедры военно-воздушных сил и истории военного искусства.
В 1953 году, по советскому образцу, в структуре Академии было создано шесть факультетов: оперативный, общевойсковой, танковых и механизированных войск, артиллерии, разведки и военно-воздушных сил.
С лета 1954 года Академия размещалась в Рембертуве.
На рубеже 70-х-80-х годов помимо офицеров Войска Польского в Академии проходили также обучение офицеры из СССР, ЧССР, ВНР и ГДР.
В 1977 году в структуре Академии были созданы факультеты Сухопутных войск и Военно-воздушных сил и противовоздушной обороны. Помимо факультетов существовало несколько самостоятельных кафедр.
Базовый курс Академии продолжался три года. На первом курсе слушатели изучали систему командования на уровне полка, на втором — на уровне дивизии, а на третьем — элементы оперативного искусства с общим представлением принципов командования на уровне армии. Помимо теоретических занятий проводились многочисленные прикладные командно-штабные учения. Важную роль играли военно-исторические походы, зимние и летние учебные лагеря.
Академию окончили 6200 выпускников — дипломированных офицеров, а более 4800 офицеров окончили в Академии аспирантуру и военные курсы.
В соответствии с постановлением Совета Министров Польши от 21 мая 1990 года Академия Генерального штаба с 1 октября 1990 года переименована в Академию Национальной обороны.

### Академия Национальной обороны (1990—2016)
Академия Национальной обороны (польск. Akademia Obrony Narodowej (AON); международное название — National Defense University) действовавшее в 1990—2016 годах польское государственное высшее гражданско-военное учебное заведение по подготовке высших командных кадров для Вооружённых Сил и гражданских специалистов в области наук о безопасности и обороноспособности.
В состав Академии входили:
- Факультет стратегическо-оборонный (пол. Wydział Strategiczno-Obronny);
- Факультет Сухопутных войск (пол. Wydział Wojsk Lądowych);
- Факультет Военно-воздушных сил и Противовоздушной обороны (пол. Wydział Wojsk Lotniczych i Obrony Powietrznej);
- Факультет Гуманитарных наук (пол. Wydział Nauk Humanistycznych). В состав Факультета Гуманитарных наук вошли офицеры ранее самостоятельных специализированных кафедр Академии Генерального штаба, а также часть преподавателей расформированной Военно-политической Академии.

В 1997 году в Академию на правах факультета был включён Военный исторический институт (пол. Wojskowy Instytut Historyczny). В 2001 году этот институт был ликвидирован с созданием вместо него Бюро исторических исследований (пол. Biuro Badań Historycznych), подчинённого Министру национальной обороны Польши.
В 2007 году в Академии были созданы Факультет менеджмента и управления (пол. Wydział Zarządzania i Dowodzenia) и Факультет Национальной безопасности (пол. Wydział Bezpieczeństwa Narodowego).
30 сентября 2016 года в соответствии с законом от 20 мая 2016 года о создании Академии военного искусства, Академия Национальной обороны была ликвидирована, а вместо неё создана Академия военного искусства.

## Структура
Академия является самым крупным не техническим высшим гражданско-военным учебным заведением в Польше. На трёх факультетах Академии обучается около 7500 студентов и слушателей (на 1 октября 2016 года). Академия имеет право присвоения учёной степени доктора наук по двум научным дисциплинам: науки о безопасности и науки об обороноспособности.
Академия состоит из трёх факультетов:
- Факультет национальной безопасности (пол. Wydział Bezpieczeństwa Narodowego);
- Факультет управления и командования (пол. Wydział Zarządzania i Dowodzenia);
- Военный факультет (пол. Wydział Wojskowy).

Общевузовские и межфакультетские подразделения:
- Главная библиотека;
- Центр исследований проблем безопасности (пол. Centrum Badań nad Bezpieczeństwem);
- Центр подготовки защиты от оружия массового поражения (пол. Centrum Szkolenia Obrony przed Bronią Masowego Rażenia);
- Центр моделирования и компьютерных военных игр (пол. Centrum Symulacji i Komputerowych Gier Wojennych);
- Студия физического воспитания и спорта (пол. Studium Wychowania Fizycznego i Sportu);
- Издательство;
- Факультет дистанционного обучения (пол. Wydział Kształcenia na Odległość).

Кампус Академии расположен в Рембертуве на территории бывшей воинской части. На территории кампуса помимо подразделений Академии находятся общежития и студенческие общежития, отели Академии, тир, спортивные объекты (бассейн, спортивные залы, тренажёрный зал, спортивные площадки).